# Microsoft Office 2019
Microsoft Office 2019 (amb el nom en codi Cornflakes) és una versió del Microsoft Office, una suite de productivitat, que reemplaça l'Office 2016. Fou anunciada el 6 de setembre del 2017 a la conferència Microsoft Ignite. El seu alliberament s'ha planificat per a la segona meitat del 2018.
Un aspecte important d'aquesta versió consisteix en la provisió general de prestacions, les quals anteriorment havien estat restringides als abonats del Office 365.

## Prestacions noves
L'Office 2019 inclourà totes les prestacions ja existents a l'Office 365, juntament amb funcions d'entintatge millorades, característiques d'animació noves al PowerPoint (com ara les transformacions d'objectes i el zoom) i gràfics i fórmules noves de l'Excel per a l'anàlisi de dades.
L'Office 2019 només funcionarà amb el Windows 10. A més a més, l'Office 2019 no rebrà els 10 anys de servei tècnic que en rebien les versions anteriors. En rebrà els cinc anys habituals de servei tècnic estàndard (mainstream support), però només aconseguirà dos anys de servei estès.

## Tecnologies d'instal·lació
Tant per l'Office 2013 com l'Office 2016, hi havien diverses edicions que contenien les aplicacions clients en els formats d'instal·lador Click-to-Run (Microsoft App-V) i el tradicional Windows Installer. Amb l'Office 2019, Microsoft ha anunciat que les aplicacions clients només es distribuiran en el format Click-to-Run i únicament les aplicacions per a servidors tindran un instal·lador MSI tradicional.